# Pandanus bicornis
Pandanus bicornis là một loài thực vật có hoa trong họ Dứa dại. Loài này được Ridl. miêu tả khoa học đầu tiên năm 1904.